# Gazzo Veronese
Gazzo Veronese (Gàzo in veneto) è un comune italiano di 5 213 abitanti della provincia di Verona in Veneto. Si tratta di un comune sparso, in quanto la sede municipale non si trova nell'omonima località ma nella frazione Roncanova.

## Geografia fisica
Gazzo si trova circa 38 chilometri a sud da Verona. Fra i quattro comuni della costa sud è quello più occidentale. Sul suo territorio c'è l'Oasi del Busatello concessa in gestione al WWF nel 1996 per la parte veronese. L'oasi fa parte di un residuo umido, che condivide con il comune di Ostiglia, delle Valli Grandi Veronesi.
Il comune è attraversato dal fiume Tartaro e dal fiume Tione.

## Storia
Gazzo fu abitato fin dalla preistoria (3500 a.C.); deriva il suo nome da un termine longobardo (gahagi) che significa bosco. Gazzo è uno dei pochi posti dove vi è una continuità della presenza umana dai tempi antichi ai giorni nostri. Della fase preistorica si hanno prove di numerose necropoli e dei passaggi e insediamento di più popolazioni.
In periodo romano esistevano villaggi di una certa importanza e con costruzioni complesse. La prova è data dalle pietre scolpite di quei secoli che sono attorno alla chiesa di Santa Maria Maggiore, alla chiesa di San Pietro in Monastero, chiamato affettuosamente dalla popolazione "Ceson", della frazione di San Pietro in Valle e l'ex chiesa parrocchiale di Correzzo. Queste pietre confermano una lineare presenza dell’uomo nel territorio dalla preistoria alla caduta dell'Impero romano d'Occidente. La presenza di insediamenti importanti romani era frutto di una posizione strategica sulla via Claudia Augusta che da Ostiglia si dirigeva a Verona attraverso il Tartaro.
Gazzo andò spopolandosi con la caduta dell'impero. L'abbandono del territorio riportò a poco a poco le paludi; verso l'VIII secolo iniziò la bonifica da parte dei benedettini. La chiesa e convento di Santa Maria dipendeva dal convento di Santa Maria in Organo di Verona con concessione dei re Longobardi. Ai benedettini fu affidato il feudo di Gazzo, che fu ceduto nel 1307 a Federico della Scala.
Alla metà del Duecento i feudi di Correzzo e poi di Maccacari sono assegnati a Nicola Dal Verme († dopo 1292), uomo d'arme e giurista, politico e diplomatico degli Scaligeri; assieme a Campalano di Nogara sono una eredità della madre Alena Capitali (de Capitalibus), mentre altri feudi e terre, come San Zeno di Montagna, gli sono date in vicariato perpetuo dall'abate dell'monastero di San Zeno e poi riconfermate via via alla famiglia Dal Verme. A lui succedono i figli Pietro e Giacomo, già signore di Bagnolo e di Nogarole Rocca; dopo il bando a Pietro e ai figli, i feudi sono trasmessi agli eredi diretti di Giacomo fino a Ugolino e poi nel 1377, dopo il perdono dal bando del 1354, rientrano come co-eredi anche i cugini Taddeo Dal Verme e soprattutto Jacopo Dal Verme, grande condottiero, signore di Sanguinetto, Asparetto, Isola della Scala, Bobbio e Val Tidone e altri feudi nel piacentino. Alla sua morte nel 1409 subentra totalmente il figlio Luigi Dal Verme (o Alvise), conte imperiale di Sanguinetto (feudo e titolo che assommerà tutti i feudi veronesi), e conte di Bobbio e Voghera, Castel San Giovanni e val Tidone e signore di altri feudi, che erediterà totalmente come unico proprietario dai cugini, ma nel 1437 verranno confiscati tutti i feudi veneti per la definitiva alleanza con Milano, rimanendo in eredità trasmissibile solo titolo nobiliare di "conti di Sanguinetto".
Dopo la confisca al Dal Verme il castello rientrò ovviamente tra quelli che furono stabilmente presidiati da castellani veneziani.
Nel 1867 cambiò denominazione da Gazzo a Gazzo Veronese, e nel 1928 aggregò il territorio del soppresso comune di Correzzo. In seguito all'annessione la sede municipale fu spostata a Roncanova, scelta dettata dalla collocazione intermedia che tale frazione ha nella geografia del territorio comunale.
Durante la seconda guerra mondiale, nel periodo dell'occupazione tedesca e della Repubblica Sociale Italiana, il conte Luigi Perez di Verona e sua moglie diedero rifugio, dalla metà del 1944, a un giovane ebreo di Merano, Moshe Shapiro, che, costretto dai rastrellamenti ad abbandonare un primo rifugio a Sustinente, vagabondava senza meta nella zona in cerca di aiuto. Il giovane presentato come domestico sotto il falso nome di Mario rimase protetto nella casa dei conti a Gazzo Veronese fino alla Liberazione nell'aprile 1945, quando poté unirsi alla Brigata Ebraica. Per questo loro impegno di solidarietà, il 2 agosto 1999, l'Istituto Yad Vashem di Gerusalemme ha conferito ai coniugi Luigi e Sandra Perez l'alta onorificenza dei giusti tra le nazioni.
Dal 1950 il Comune si è spopolato passando da 8 700 abitanti del 1951, agli odierni 5 700.
Il calo, è dovuto all'emigrazione massiccia verso le città. Si è passati da un'economia agricola, basata sulla lavorazione dei terreni e dei latifondi da parte di migliaia di braccianti e sulla raccolta e lavorazione della canna e del carice palustre, a un'agricoltura intensiva molto meccanizzata. Tale agricoltura per buona parte è deviata a una coltivazione destinata ad alimentare le centrali a biogas presenti sul territorio comunale (quattro centrali).

### La leggenda di Carpanea
La tradizione vuole che a Gazzo Veronese, nella notte di Pentecoste, suoni il campanile di Carpanea, città sommersa da tempo immemorabile in una zona paludosa del fiume Tartaro. I rintocchi della chiesetta sommersa avrebbero il potere di allontanare la cattiva sorte e di cacciare il diavolo.

### Simboli
Lo stemma e il gonfalone sono stati concessi con DPR del 13 luglio 1966.
Lo stemma rappresenta in campo azzurro un uomo seduto — identificabile con Nettuno o con una divinità fluviale — impugnante con la destra un tridente e sostenente con l'altro braccio un orcio dal quale sgorga un getto d'acqua che forma un fiume; la figura è accostata da un canneto verde.
Il gonfalone è un drappo di azzurro.

## Monumenti e luoghi d'interesse

### Architetture religiose
- Chiesa di Santa Maria Maggiore, del X secolo. Chiesa precedente l'anno 1000 che sorge di fronte al Tartaro
- Chiesa di San Pietro in Valle, del XI secolo. Chiesa dell'anno 1000 che sorge vicino al Tione
- Chiesa di San Prosdocimo[7], del XV secolo. A Pradelle vicino al luogo dove sorgeva la precedente chiesa risalente all'860
- Chiesa dei Santi Filippo e Giacomo, a Roncanova, del XVI secolo, con facciata restaurata nel 1800
- Chiesa di San Giovanni Battista. Chiesa costruita su un cimitero romano, inizialmente di culto ariano, è stata rimaneggiata nei secoli. L'ultimo grande rinnovamento è avvenuto nel 1685. Si trova in stato di abbandono.
- Chiesa di San Giovanni Battista a Correzzo, del 1967

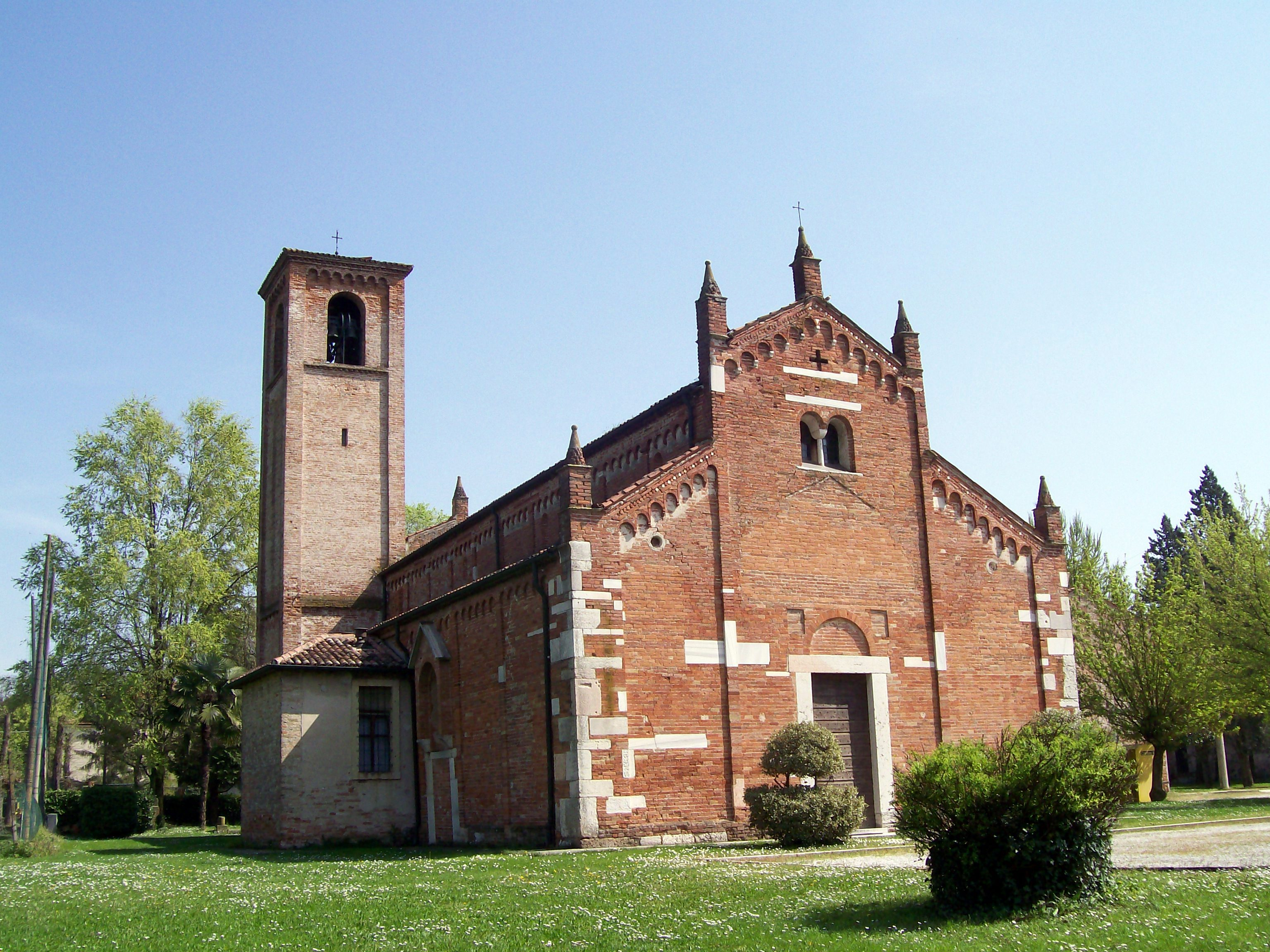
Chiesa parrocchiale di Santa Maria Maggiore in Gazzo
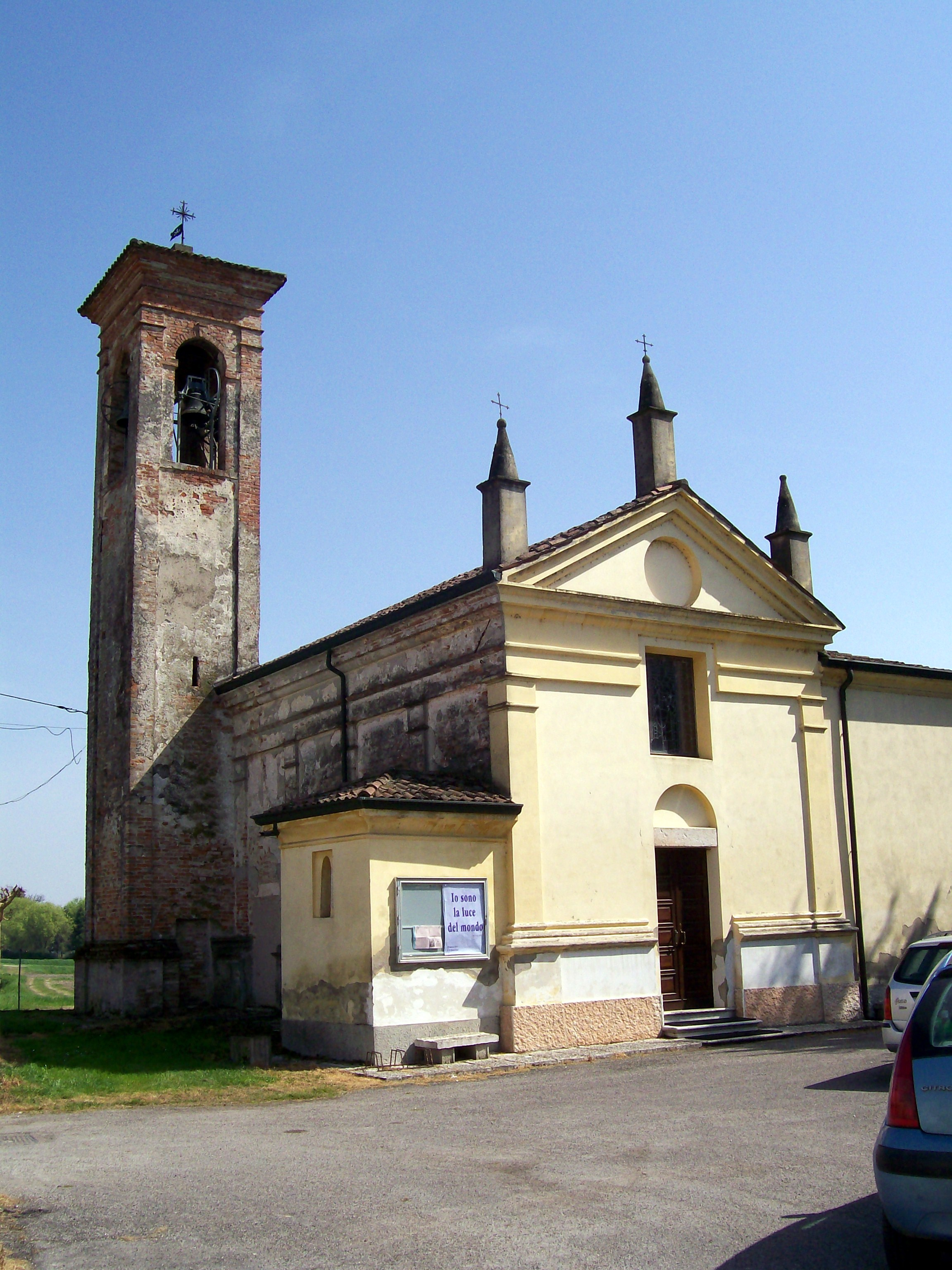
Chiesa parrocchiale di Pradelle
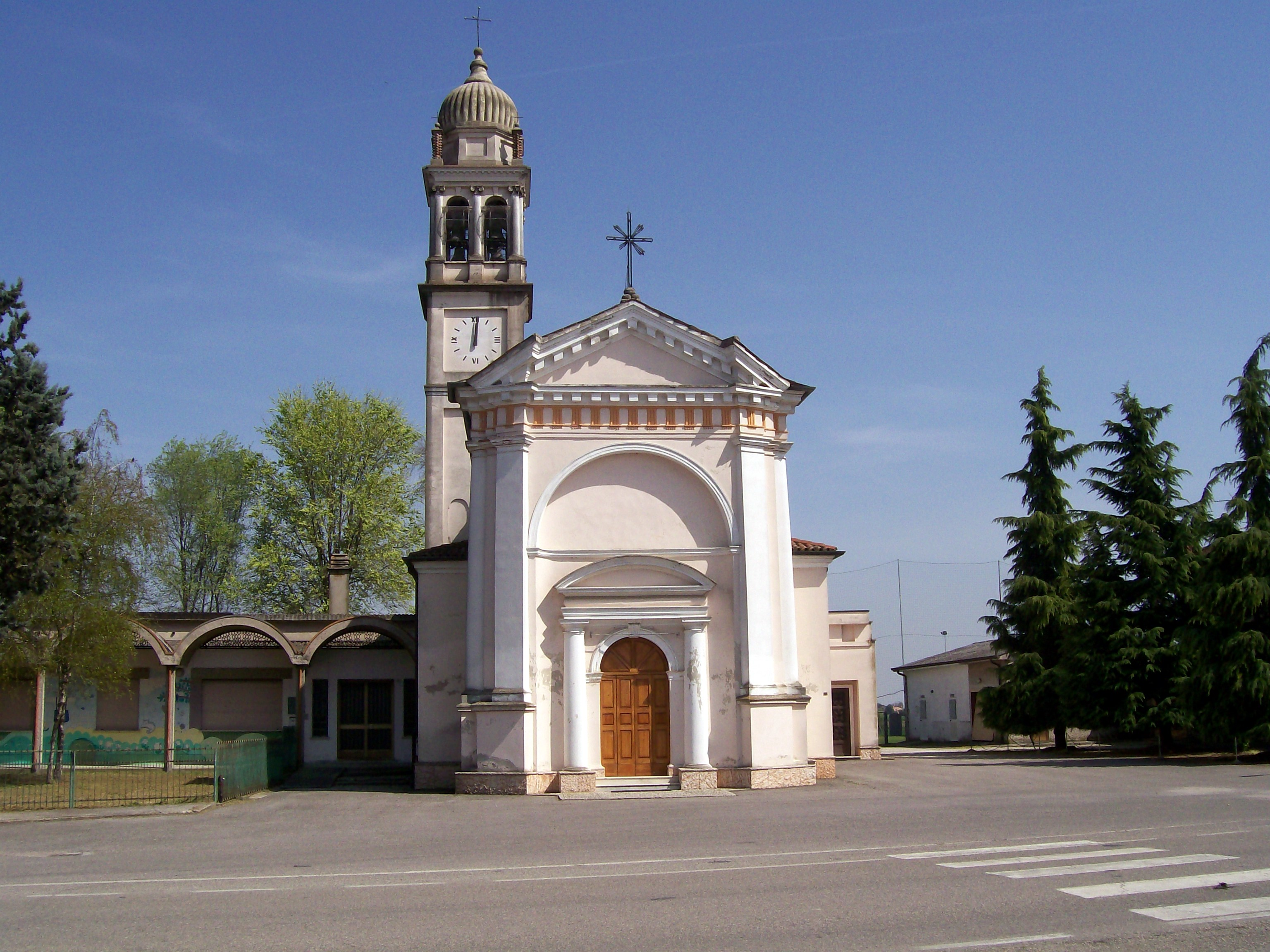
Chiesa parrocchiale di San Pietro in Valle
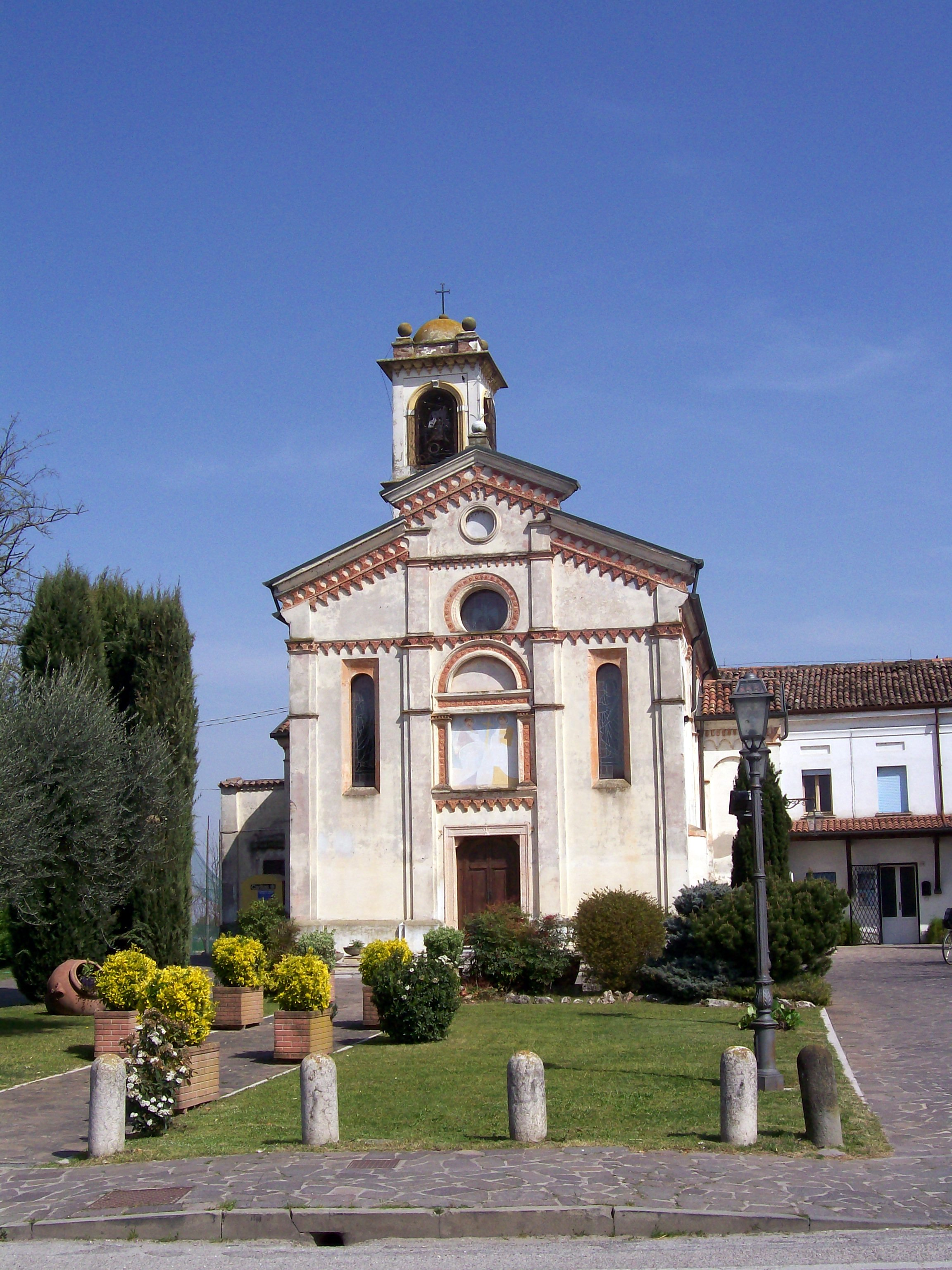
Chiesa parrocchiale di Roncanova
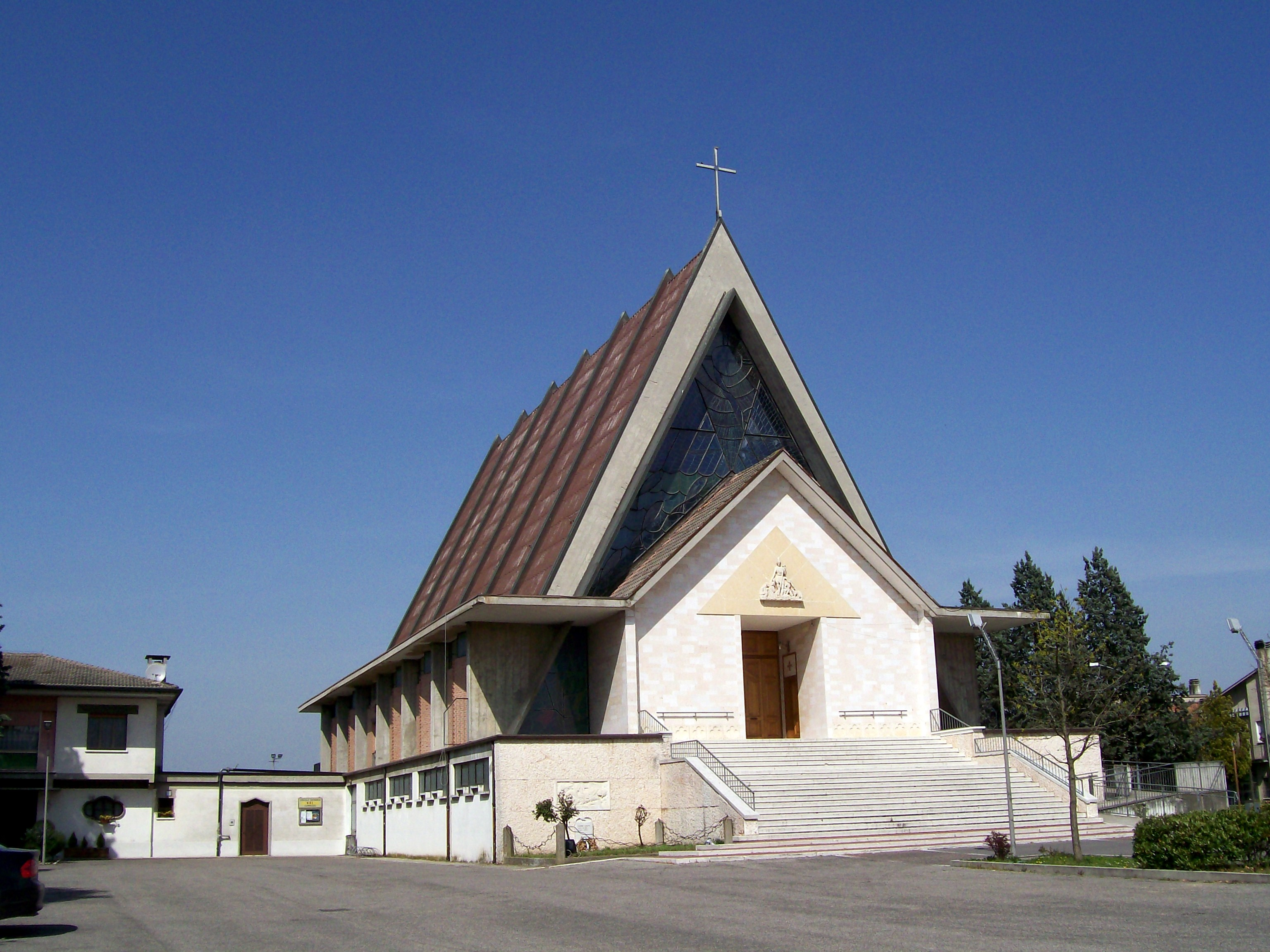
Chiesa parrocchiale di Correzzo
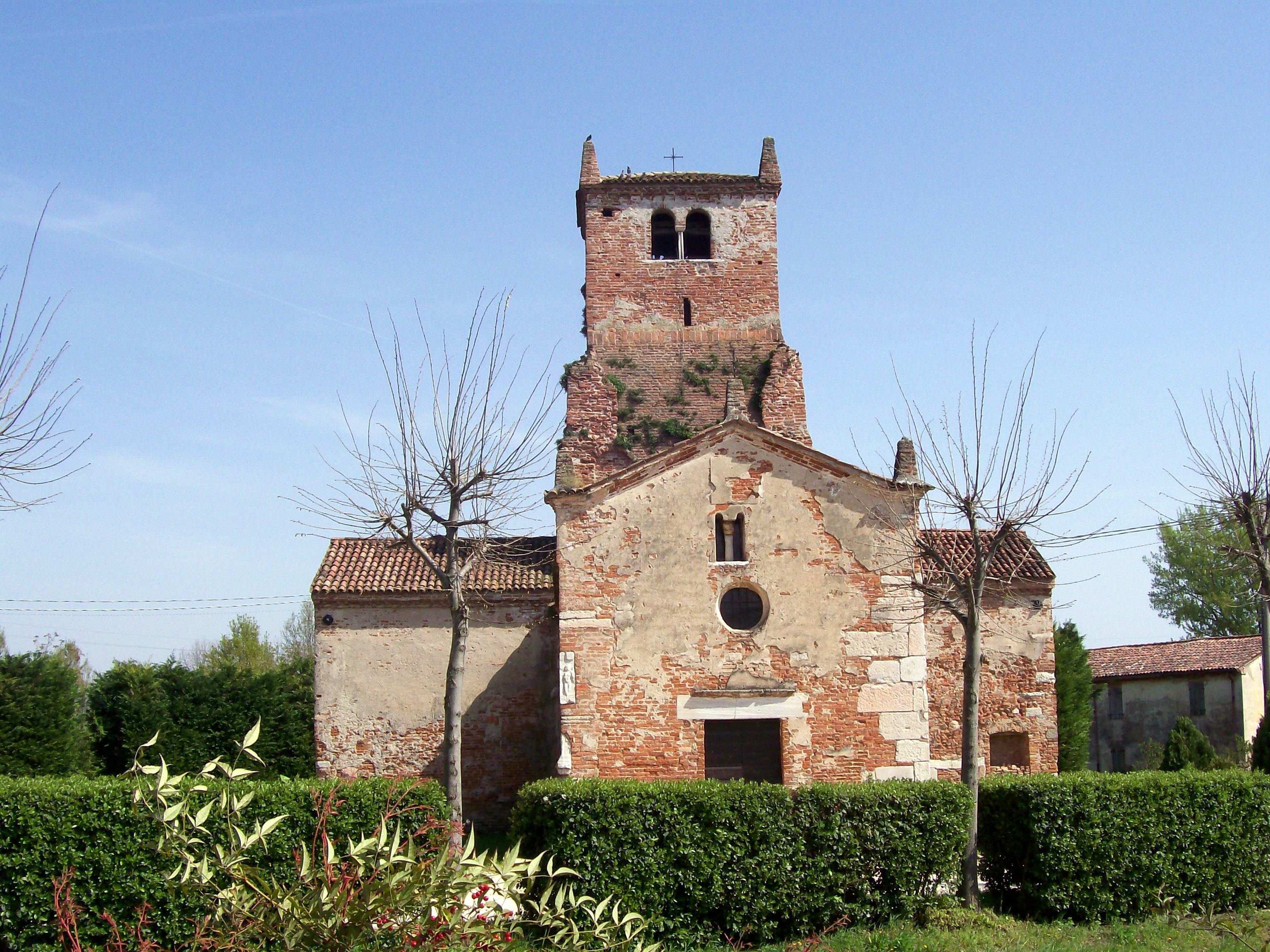
Il “Ceson” - Chiesa di S. Pietro in Monastero
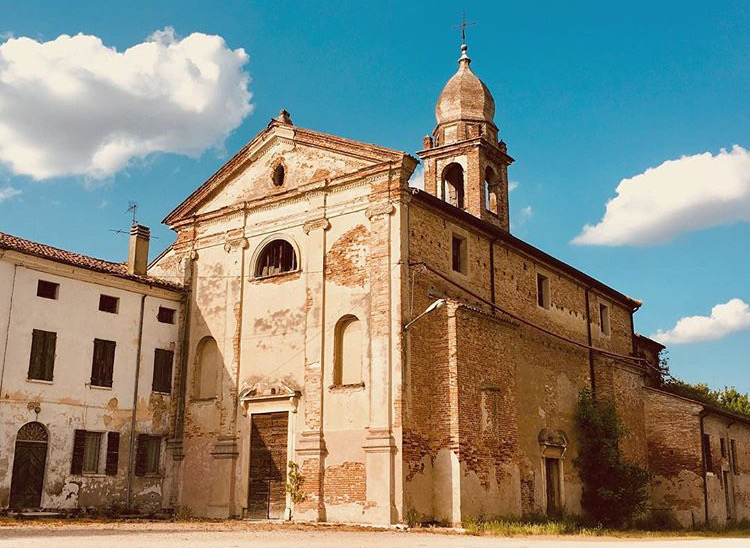
L'ex chiesa parrocchiale di Correzzo, anche conosciuta come "Ciesa Vecia"

### Architetture militari
- Torre romana - IV secolo
- Castello di Gazzo - XIII secolo

## Società

### Evoluzione demografica
Abitanti censiti

Negli ultimi decenni sta avvenendo, soprattutto nelle frazioni di Maccacari e Correzzo, ma anche a Roncanova, la costruzione di nuovi centri abitati

## Cultura

### Musei
- Museo archeologico

Raccoglie reperti che vanno dal 3500 a.C. all'epoca romana, come spade, monete, anfore, marmi, due capitelli corinzi e molto altro. A oggi il museo è chiuso, viene però eccezionalmente aperto durante la sagra di Gazzo, che avviene negli ultimi giorni di maggio e i primi di giugno presso Villa Parolin, ove si trova il museo. Per maggiori informazioni utilizzare questo link.

### I santi patroni
Il comune non ha santi patroni. La festa civile viene fatta il primo lunedì di maggio, mentre le poste chiudono per il santo patrono il 5 agosto. Ognuna delle cinque frazioni festeggia un proprio santo con feste e ricorrenze.

### Gli appuntamenti
Curiosamente le sagre delle frazioni hanno tutte come base il riso cucinato in diversa maniera (più sotto il link che rimanda alla pagina del sito comunale che le descrive dettagliatamente).
- Antica sagra di Gazzo Veronese

Ultima domenica di maggio 
- Festa di primavera

A Maccacari la terza domenica di giugno 
- Sagra patronale di San Giovanni Battista

A Correzzo l'ultima domenica di giugno 
- Festa dell'Assunta

Sagra di Ceson in località Chiesone il 15 e 16 agosto
- Sagra dell'anatra

A Pradelle la prima domenica di settembre (ora questa festa è in corso a Gazzo Veronese) 
- Festa Natività di Santa Maria Vergine

A Roncanova l'ultima domenica di agosto

## Economia
In un territorio quasi completamente bonificato l'economia di Gazzo si basa su un'agricoltura intensiva. Fa parte dell'area di produzione del riso Nano Vialone Veronese che viene coltivato su terreni della pianura veronese irrigati con acqua di risorgiva.
La coltivazione del mais è una delle produzioni maggiori sul territorio gazzese; il mais viene prettamente usato come insilato per la produzione di energia elettrica tramite la combustione del biogas, ricavato dalla digestione anaerobica in apposita centrale a biomasse.
Anche l'industria ha la sua buona parte. Nella zona artigianale della frazione di Maccacari sono insediate attività di falegnameria di alto livello. Attività di produzione di cilindri oleodinamici, saldatura, attrezzature agricole e serramenti sono tra le più note della Provincia di Verona, site nella nuova z.a.i. di Gazzo Veronese.

## Amministrazione
| Periodo       | Periodo       | Primo cittadino          | Partito                                                      | Carica                  | Note                         |
| ------------- | ------------- | ------------------------ | ------------------------------------------------------------ | ----------------------- | ---------------------------- |
| luglio 1985   | luglio 1990   | Giorgio Tosco            | Partito Socialista Italiano                                  | Sindaco                 | [ 9 ]                        |
| luglio 1990   | novembre 1991 | Giorgio Tosco            | Partito Socialista Italiano                                  | Sindaco                 | Mozione sfiducia costruttiva |
| novembre 1991 | aprile 1994   | Guido Dosso              | Partito Democratico della Sinistra                           | Sindaco                 | Mozione sfiducia costruttiva |
| aprile 1994   | aprile 1995   | Giacomo Turazza          | Partito Socialista Italiano                                  | Sindaco                 | [ 12 ]                       |
| aprile 1995   | giugno 1999   | Giacomo Giuseppe Turazza | Centro                                                       | Sindaco                 | [ 13 ]                       |
| giugno 1999   | giugno 2004   | Fausto Fraccaroli        | Lista Civica                                                 | Sindaco                 | [ 14 ]                       |
| giugno 2004   | febbraio 2009 | Stefano Negrini          | FI, eletto con lista civica                                  | Sindaco                 | Dimissioni                   |
| febbraio 2009 | giugno 2009   | Paolo Crispino           |                                                              | Commissario Prefettizio | [ 16 ] [ 17 ]                |
| giugno 2009   | gennaio 2012  | Ugo Vecchini             | Lista "Lega Nord - Patto per Gazzo"                          | Sindaco                 | Dimissioni                   |
| gennaio 2012  | maggio 2012   | Alessandro Tortorella    |                                                              | Commissario Prefettizio | [ 19 ] [ 20 ]                |
| maggio 2012   | giugno 2017   | Andrea Vecchini          | Lista civica "Riformatori per Gazzo Veronese"                | Sindaco                 | [ 21 ]                       |
| giugno 2017   | giugno 2022   | Stefano Negrini          | FI, eletto con lista civica "Riformatori per Gazzo Veronese" | Sindaco                 |                              |
| giugno 2022   | In carica     | Stefano Negrini          | FI, eletto con lista civica "Riformatori per Gazzo Veronese" | Sindaco                 |                              |

## Sport

### Calcio
La squadra di calcio della città è l'A.S.D. Boys Gazzo che milita nel girone C veronese di Seconda Categoria.